# Lonesome Luke, Plumber
Lonesome Luke, Plumber é um curta-metragem norte-americano de 1917, do gênero comédia, estrelado por Harold Lloyd.

## Elenco

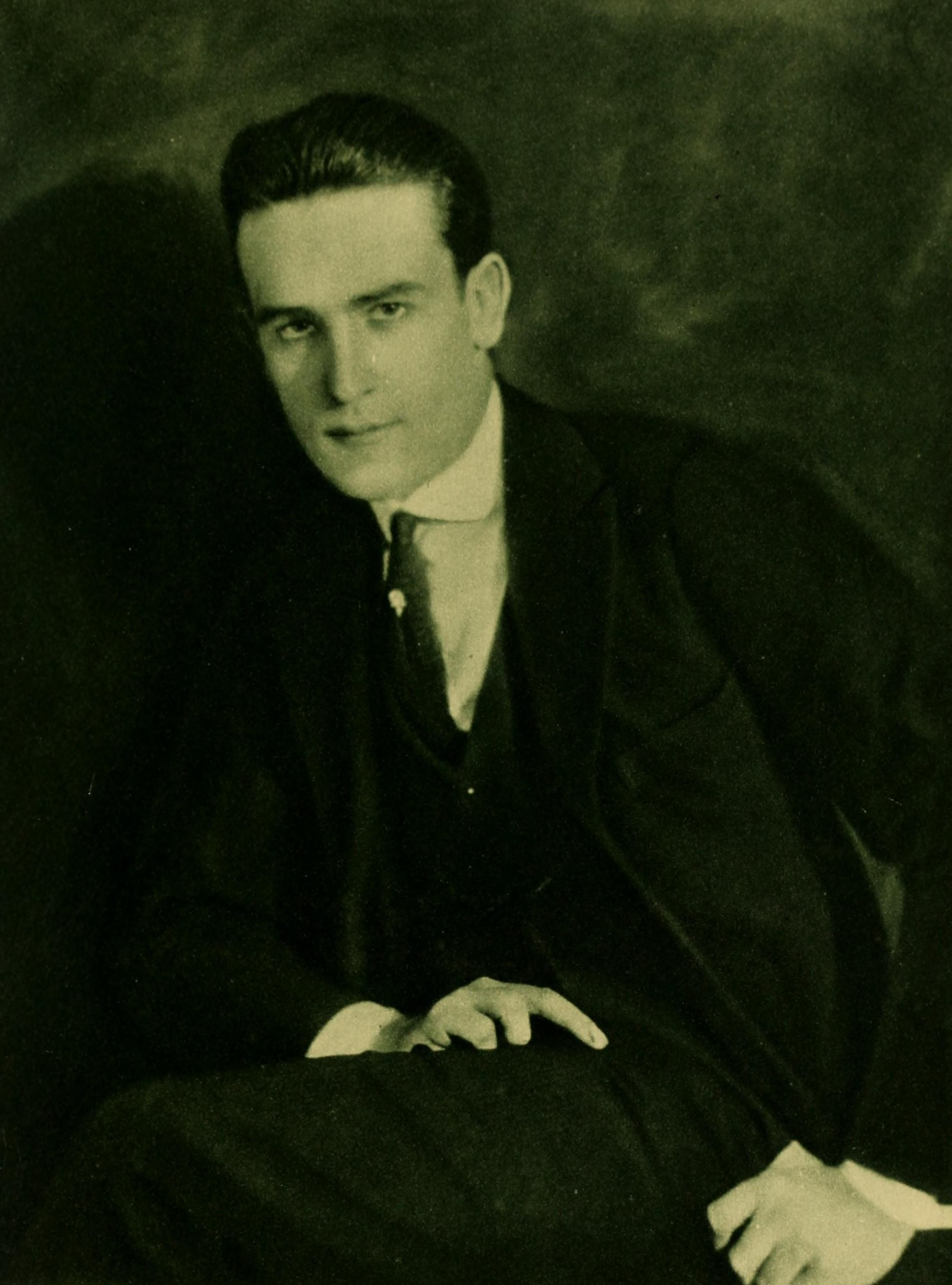
Harold Lloyd

- Harold Lloyd - Lonesome Luke
- Snub Pollard
- Bebe Daniels
- Bud Jamison
- Gilbert Pratt
- Max Hamburger
- Arthur Harrison
- Sammy Brooks
- W.L. Adams
- David Voorhees
- Clara Lucas
- Pearl Novci
- Gus Leonard